# Hydrillodes kebea
Hydrillodes kebea là một loài bướm đêm trong họ Noctuidae.